# Старинцы (Гродненская область)
Старинцы́ (бел. Старынцы) — деревня в Берестовицком районе Гродненской области Белоруссии.
Входит в состав Берестовицкого сельсовета.
Расположена в восточной части района. Расстояние до районного центра Большая Берестовица по автодороге — 4 км и до железнодорожной станции Берестовица — 12 км (линия Мосты — Берестовица). Ближайшие населённые пункты — Белый Дворак, Зайковщина, Лисневичи. Площадь занимаемой территории составляет 0,2238 км², протяжённость границ 4429 м.

## История
Старинцы впервые упоминаются в XIX веке. Отмечены как Старжынце на карте Шуберта (середина XIX века). На 1845 год числились как деревня в составе Гродненского уезда Гродненской губернии, приписанная к фольварку Большая Берестовица, часть одноимённого имения, принадлежавшего Л. Коссаковской. Насчитывали 38 хозяйств и 285 жителей. В 1890 году в составе Велико-Берестовицкой волости, имели 645 десятин земли. По описи 1897 года значились 78 дворов с 523 жителями и зерновая лавка. В 1905 году 555 жителей. На 1914 год — 382. С августа 1915 по 1 января 1919 года входили в зону оккупации кайзеровской Германии. Затем, после похода Красной армии, в составе ССРБ. В феврале 1919 года в ходе советско-польской войны заняты польскими войсками, а с 1920 по 1921 год войсками Красной Армии.
После подписания Рижского договора, в 1921 году Западная Белоруссия отошла к Польской Республике и деревня была включена в состав новообразованной сельской гмины Велька-Бжостовица Гродненского повета Белостокского воеводства. В 1924 году насчитывала 30 дымов (дворов) и 188 душ (96 мужчин и 92 женщины). Из них 4 католика и 184 православных; 5 поляков и 183 белоруса.
В 1939 году, согласно секретному протоколу, заключённому между СССР и Германией, Западная Белоруссия оказалась в сфере интересов советского государства и её территорию заняли войска Красной армии. В 1940 году деревня вошла в состав новообразованного Данилковского сельсовета Крынковского района Белостокской области БССР. С июня 1941 по июль 1944 года оккупирована немецкими войсками. Деревня потеряла 12 жителей, погибших на фронте и в партизанской борьбе. С 20 сентября 1944 года в Берестовицком районе. В 1959 году насчитывала 390 жителей. С 25 января 1962 года по 30 июля 1966 входила в состав Свислочского района. В 1970 году насчитывала 333 жителя. С 12 ноября 1973 года в Пархимовском сельсовете. На 1998 год насчитывала 80 дворов и 151 жителя. До 21 июня 2003 года в составе колхоза «Победа» (бел. Перамога). 18 октября 2013 года переведена в состав Берестовицкого сельсовета.

## Население
| 1845 | 1897 | 1905 | 1914 | 1924 | 1959 | 1970 | 1998 | 1999 | 2009 | 2015 |
| ---- | ---- | ---- | ---- | ---- | ---- | ---- | ---- | ---- | ---- | ---- |
| 285  | 523  | 555  | 382  | 188  | 390  | 333  | 151  | 145  | 77   | 70   |

## Транспорт
Через деревню проходят автодороги местного значения:
- Н6225 Старинцы — Жукевичи — Большие Эйсмонты;
- Н20129 Людвиново — Старинцы.